# Хантер, Тим
Тим Хантер (англ. Tim Hunter; род. 15 июня 1947) — американский режиссёр кино и телевидения, сценарист. С конца 1980-х гг. он в основном работал на телевидении, снимая эпизоды многих телесериалов, включая «Во все тяжкие», «Карнавал», «Расследование Джордан», «Дедвуд», «Фэлкон Крест», «Убойный отдел», «Доктор Хаус», «Закон и порядок», «Обмани меня», «Безумцы», «Твин Пикс», «Хор», «Месть», «Милые обманщицы» и «Американская история ужасов». В середине 1980-х Хантер снял несколько полнометражных фильмов, включая «На берегу реки» 1986 года, который в том году выиграл премию «Независимый дух» как лучший фильм.

## Биография
Тим Хантер родился в Лос-Анджелесе, в семье британского сценариста Иэна Маклеллана Хантера. Он обучался в Гарвардском университете и окончил его в 1968 году.
В 1954 году отец Тима Ян Мак-Леллан получил за опального Далтона Трамбо статуэтку «Оскар» за сценарий фильма «Римские каникулы». Тим Хантер был одним из тех кто выступал за восстановление справедливости и связывался с руководством Гильдии сценаристов и Академии киноискусств. В 1993 году имя Далтона Трамбо было восстановлено в титрах картины а его вдова Клео Трамбо получила «Оскара» от его имени.

## Фильмография

### Режиссёр
- Текс / Tex (1982)
- Сильвестр / Sylvester (1985)
- На берегу реки / River’s Edge (1986)
- Святой из Форт-Вашингтона / The Saint of Fort Washington (1993)
- Колония / The Colony (1996, телефильм)
- Люди по соседству / The People Next Door (1996, телефильм)
- Правила игры / The Maker (1997)
- Спасатели: Истории мужества: Две пары / Rescuers: Stories of Courage: Two Couples (1998, телефильм)
- Спасатели: Истории мужества: Две семьи / Rescuers: Stories of Courage: Two Families (1998, телефильм)
- Зловещая наклонность / Mean Streak (1999)
- Анатомия преступления / Anatomy of a Hate Crime (2001)
- Вуайерист / Video Voyeur: The Susan Wilson Story (2002)
- Контроль / Control (2004)
- Империя Криса Трояно / Kings of South Beach (2007)
- Зеркало (2018)

### Сценарист
- Через край / Over the Edge (1979)
- Текс / Tex (1982)